# كريس بيركنز (سياسي)
كريس بيركنز (بالإنجليزية: Carl C. Perkins)‏ هو محامي وسياسي أمريكي، ولد في 6 أغسطس 1954 في الولايات المتحدة. حزبياً، نشط في الحزب الديمقراطي. في انتخابات مجلس النواب الأمريكي 1990 ‏، انتخب عضو مجلس النواب الأمريكي عن دائرة Kentucky's 7th congressional district ‏ وقد انضم خلال فترته النيابية ‏ (3 يناير 1991 – 3 يناير 1993)  للكتلة البرلمانية الحزب الديمقراطي وانتخب عضو مجلس النواب الأمريكي.